# Засекин, Михаил Иванович

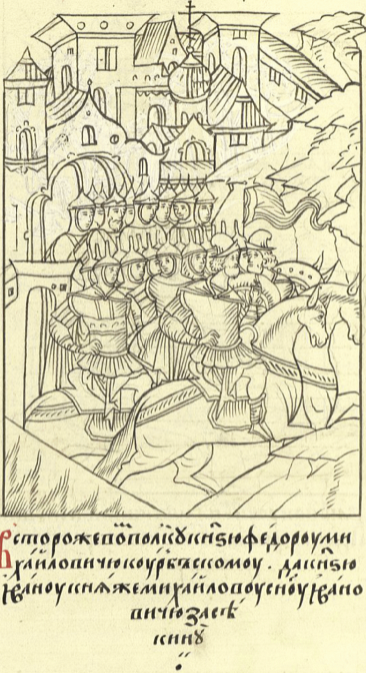
Фёдор Михайлович Чёрный Курбский и Михаил Иванович Засекин в сторожевом полку

Князь Михаил Иванович Засекин — воевода во времена правления Ивана IV Васильевича Грозного.
Из княжеского рода Засекины. Единственный сын князя Ивана Михайловича Засекина по прозванию «Чулок».

## Биография
В 1564—1565 годах годовал первым воеводою в немецком городе Алыста (Мариенбург). В сентябре 1567 года первый воевода в Ржеве-Заволочье (Ржеве-Пустой). В 1571—1577 годах третий воевода в Полоцке.
По родословной росписи показан бездетным.

## Критика
В роду имелся современники данного князя, которых необходимо различать:
- Князь Засекин Михаил Иванович — казнён в 1567/68 годах и внесён в синодик опальных людей Ивана Грозного[2]. Данный князь являлся сыном Ивана Фёдоровича Засекина, из первой ветви княжеского рода.
- Князь Михаил Иванович Засекин по прозванию «Чёрный Совка» — являющийся сыном родоначальника второй угасшей ветви князя Ивана Ивановича Засекина по прозванию «Бородатый дурак».